# Championnats du monde de gymnastique rythmique 2017
Navigation
Stuttgart 2015 Sofia 2018
Les championnats du monde de gymnastique rythmique 2017, trente-cinquième édition des championnats du monde de gymnastique rythmique, ont lieu du 29 août au 3 septembre 2017 à Pesaro, en Italie.

## Choix de la ville organisatrice
La Fédération internationale de gymnastique annonce à l'issue d'une réunion en février 2016 à Lausanne l'attribution de l'organisation des Championnats du monde de gymnastique rythmique 2017 à la ville de Pesaro.

## Podiums
| Épreuves                                          | Or | Argent                                                                                           | Bronze                                                                                    |
| ------------------------------------------------- | --- | ------------------------------------------------------------------------------------------------ | ----------------------------------------------------------------------------------------- |
| Finales individuelles et par équipe               | |                                                                                                  |                                                                                           |
| Ballon résultats détaillés                        | Arina Averina (RUS)                                                                                              | Dina Averina (RUS)                                                                               | Neviana Vladinova (BUL)                                                                   |
| Cerceau résultats détaillés                       | Dina Averina (RUS)                                                                                               | Arina Averina (RUS)                                                                              | Kaho Minagawa (JPN)                                                                       |
| Massues résultats détaillés                       | Dina Averina (RUS)                                                                                               | Katsiaryna Halkina (BLR)                                                                         | Arina Averina (RUS)                                                                       |
| Ruban résultats détaillés                         | Arina Averina (RUS)                                                                                              | Dina Averina (RUS)                                                                               | Linoy Ashram (ISR)                                                                        |
| Concours général individuel résultats détaillés   | Dina Averina (RUS)                                                                                               | Arina Averina (RUS)                                                                              | Linoy Ashram (ISR)                                                                        |
| Finales en groupe                                 | |                                                                                                  |                                                                                           |
| Groupe : 5 cerceaux résultats détaillés           | Italie Martina Centofanti Agnese Duranti Alessia Maurelli Martina Santandrea Beatrice Tornatore                  | Russie Anastasia Bliznyuk Maria Tolkacheva Anastasiia Tatareva Ksenia Poliakova Mariia Kravtsova | Japon Mao Kunii Rie Matsubara Sayuri Sugimoto Ayuka Suzuki Nanami Takenaka                |
| Groupe : 3 ballons + 2 cordes résultats détaillés | Russie Anastasia Bliznyuk Maria Tolkacheva Anastasiia Tatareva Evgenia Levanova Mariia Kravtsova                 | Japon Rie Matsubara Sayuri Sugimoto Ayuka Suzuki Nanami Takenaka Kiko Yokota                     | Bulgarie Teodora Aleksandrova Elena Bineva Simona Dyankova Madlen Radukanova Laura Traets |
| Concours général en groupe résultats détaillés    | Russie Anastasia Bliznyuk Maria Tolkacheva Anastasiia Tatareva Evgenia Levanova Maria Kravtsova Ksenia Poliakova | Bulgarie Teodora Aleksandrova Elena Bineva Simona Dyankova Madlen Radukanova Laura Traets        | Japon Mao Kunii Rie Matsubara Sayuri Sugimoto Ayuka Suzuki Nanami Takenaka Kiko Yokota    |